# Quint Servili Ahala
Quint Servili Ahala (llatí: Quintus Servilius Q. f. Q. n. Ahala) va ser cònsol de Roma el 365 aC i el 362 aC.
En el seu segon mandat va nomenar Api Claudi com a dictador, després que el seu col·lega, el plebeu Luci Genuci, fos mort en batalla. El 360 aC va ser nomenat dictador a conseqüència d'un atac dels gals (Gallus tumultus). Va reunir un exèrcit i va derrotar els gals prop de la porta Col·lina. Va dirigir els comicis al 355 aC com a interrex. També va ser magister equitum el 351 aC quan Marc Fabi va ser nomenat dictador per oposar-se a la llei Licínia. Va ser cònsol el 342 aC al començament de la guerra samnita, però va quedar-se a Roma i va ser el seu col·lega qui es va ocupar de la direcció de la guerra.